# Emäjoki
La rivière Emäjoki (en finnois : Emäjoki) est un cours d'eau du Kainuu en Finlande.

## Description
Elle est originaire du lac Kiantajärvi à Suomussalmi, traverse le lac Hyrynjärvi a Hyrynsalmi jusqu'au lac Iijärvi à Ristijärvi.
Elle continue alors en tant que Kiehimänjoki jusqu'à Paltamo ou elle se déverse dans le   Lac Oulu.